# Форни, Ефрем
Ефрем Форни (итал. Efrem Forni; 10 января 1889, Милан, королевство Италия — 26 февраля 1976, Рим, Италия) — итальянский куриальный кардинал и ватиканский дипломат. Титулярный архиепископ Дарниса с 26 ноября 1937 по 19 марта 1962. Апостольский нунций в Эквадоре с 27 ноября 1937 по 9 ноября 1953. Апостольский нунций в Бельгии и апостольский интернунций в Люксембурге с 9 ноября 1953 по 19 марта 1962. Кардинал-священник с 19 марта 1962, с титулом церкви Санта-Кроче-ин-Джерусалемме с 22 марта 1962.